# (781) Картвелия
(781) Картвелия (лат. Kartvelia) — астероид средних размеров главного пояса. Обнаружен 25 января 1914 года русским астрономом Григорием Неуйминым в Симеизской обсерватории и назван в честь древнего названия народа, потомки которых проживают на территории современной Грузии, откуда родом астроном.

Орбита астероида Картвелия и его положение в Солнечной системе
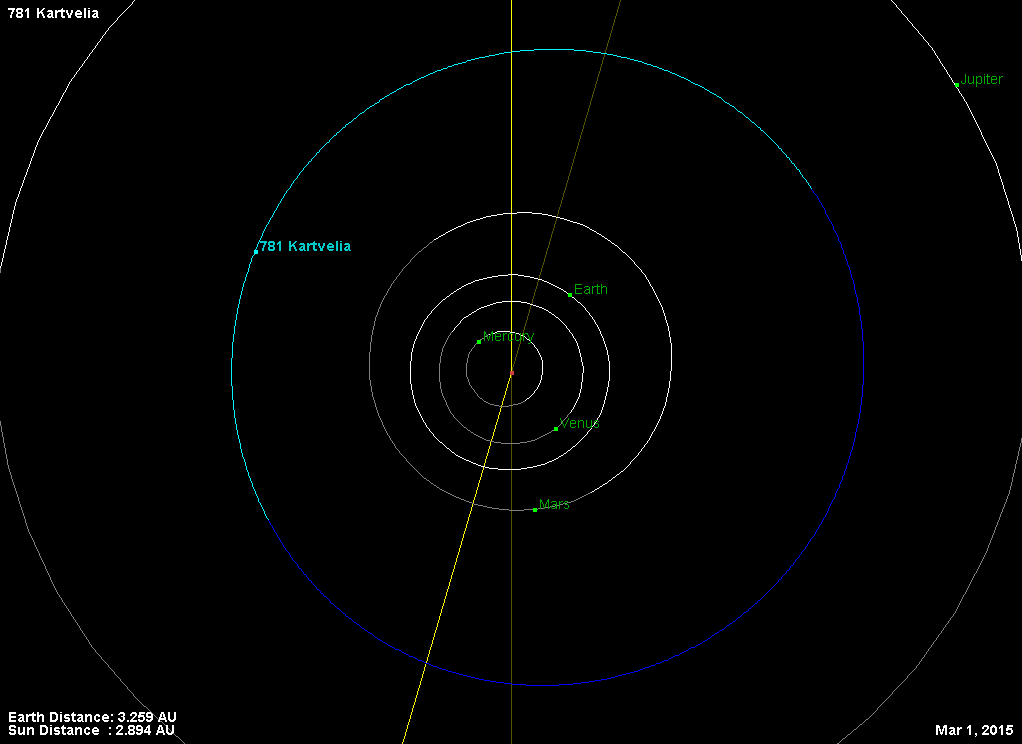
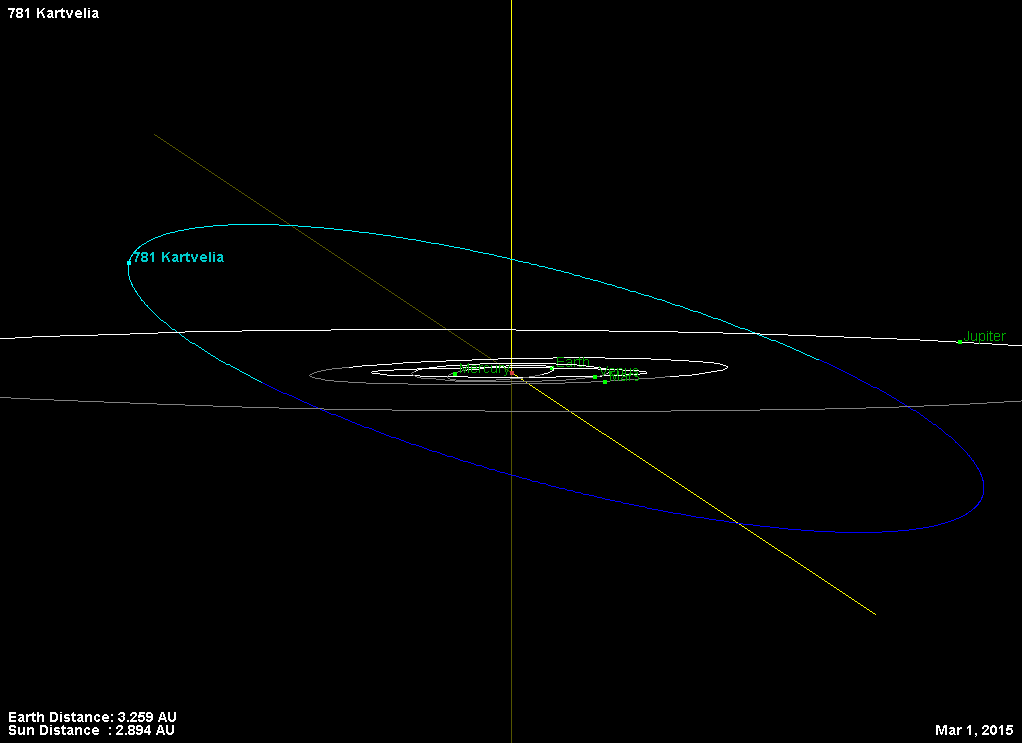